# Cheliferoidea

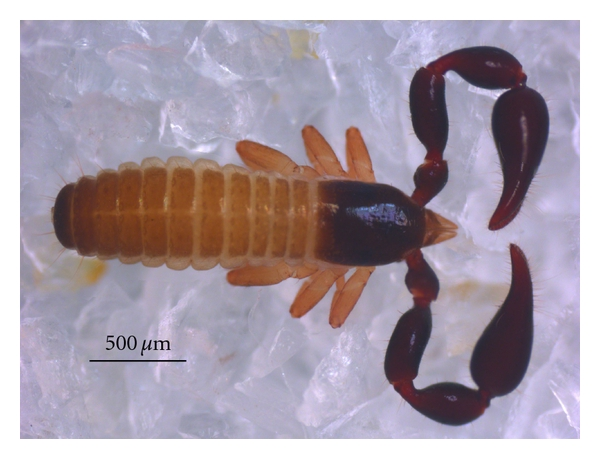
Anatemnus chaozhouensis (Atemnidae)

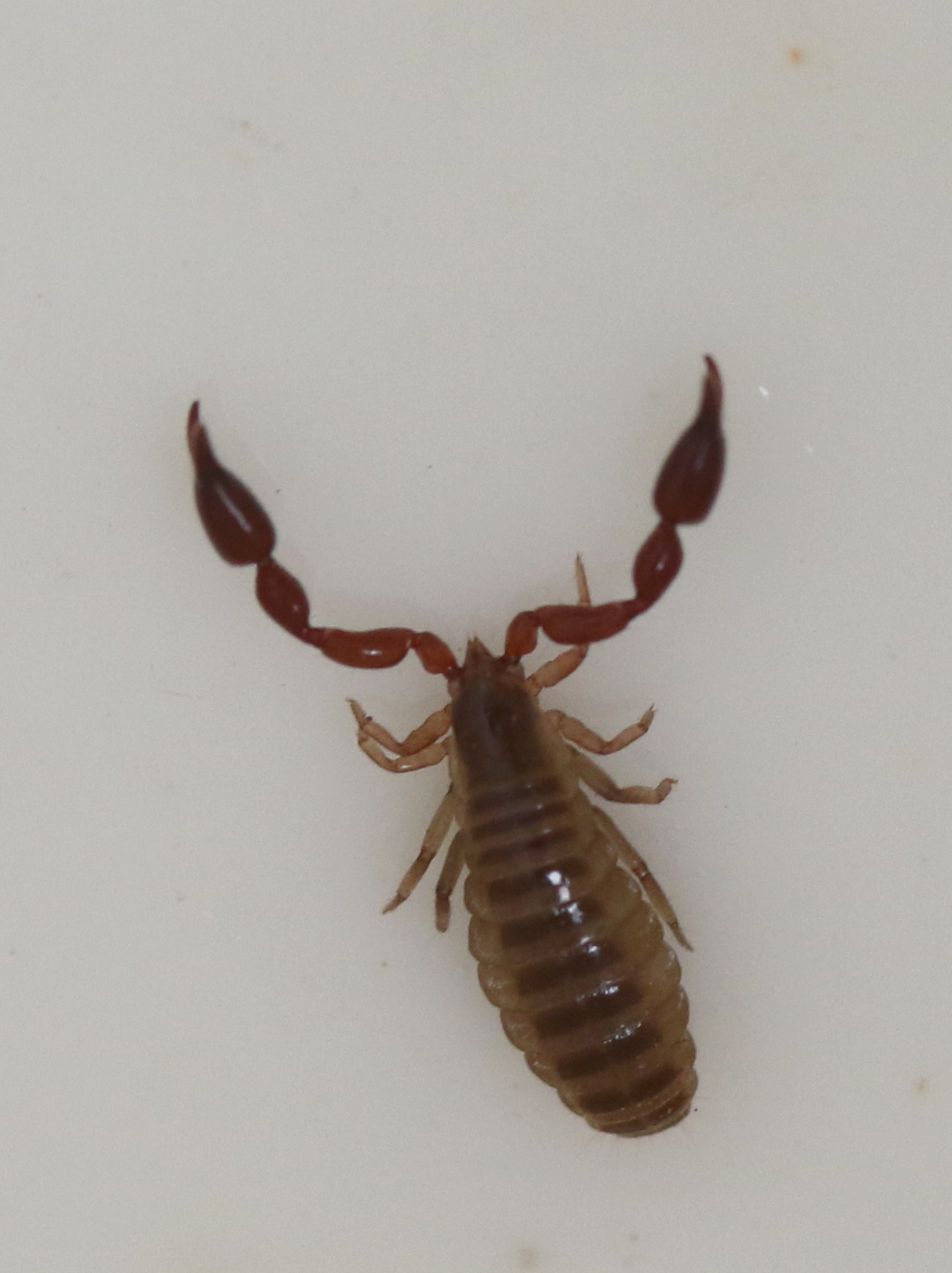
Oratemnus (Atemnidae)

Cheliferoidea (лат.) — надсемейство псевдоскорпионов из подотряда Iocheirata.
Более 1200 видов во всех регионах мира.

## Описание
Cheliferoidea широко варьируются в размерах, но большинство из них имеют длину 2—3 мм. Подобно Cheiridioidea, это надсемейство включает монотарзатные формы (то есть все лапки состоят из одного сегмента); другими авторами он обычно включается в Monosphyronida. Бедра ног I и II сильно отличаются по морфологии и артикуляции от бёдер ног III и IV. Подвижный хелицеральный палец не зубчатый, но с субапикальной лопастью. Пластинки внутренней части серрулы в основном слиты в перепончатую ткань. На неподвижном хелицеральном пальце имеются наружная пластинка и ламинальная щетинка. Субтерминальные щетинки лапок могут быть простыми или зубчатыми. Карапакс обычно расширен кзади. Хелицеры маленькие, около одной трети длины карапакса. Один или оба хелицеральных пальца имеют хорошо развитый ядовитый аппарат. Брюшные тергиты и стерниты обычно разделены. Имеют два глаза или ни одного.
Встречаются в подстилке и органических остатках, под корой мёртвых и живых деревьев, в гнездах птиц и млекопитающих. Многие участвуют в форетических отношениях с другими животными.

## Классификация
Это самое крупное по числу родов и видов надсемейство псевдоскорпионов. Его представители широко распространены, но наиболее многочисленны в тропических и субтропических районах. Включает четыре семейства (или до семи у других авторов).
В ископаемом состоянии известно с мелового периода (Бирманский янтарь), а также из эоцена в балтийском, биттерфилдском, мексиканском янтарях.
Число таксонов указано по Харви (Harvey, 2011):
- Atemnidae Kishida, 1929 (Chamberlin, 1931?) — 20 родов, 175 видов
- Cheliferidae Risso, 1826 — 58 родов, 273 видов
- Chernetidae Menge, 1855 — 115 родов, 657 видов
- ?Miratemnidae (иногда рассматривают в качестве подсемейства Miratemninae в составе Atemnidae)
- ?Myrmochernetidae Chamberlin, 1931 (или младший синоним Chernetidae)[5]
- ?Pseudochiriididae (или в Cheiridioidea)
- Withiidae Chamberlin, 1931 — 36 родов, 157 видов